# 愛德華·拉特波夫
愛德華·拉特波夫（俄语：Эдуард Латыпов，1994年3月21日—），俄羅斯冬季兩項運動員，他代表俄羅斯奧林匹克委員會隊參加了中國舉行的2022年冬季奧林匹克運動會，並且在混合接力比賽上獲得銅牌。